# تمويل غير مباشر

تدفق الأموال من المقرض إلى المقترض

التمويل غير المباشر هو عملية اقتراض المقترضون الأموال من السوق المالية بطرق غير مباشرة، مثلاً من خلال وسيط مالي. ويختلف هذا عن التمويل المباشر حيث يكون هناك اتصال مباشر بالأسواق المالية كما هو مبين من خلال قيام المقترض بإصدار الأوراق المالية مباشرة في السوق. تشمل الأساليب الشائعة للتمويل غير المباشر المزاد المالي (حيث تجري المزايدة على سعر الورقة المالية) أو الاكتتاب العام الأولي (حيث يتم بيع الورقة المالية بسعر أولي/ابتدائي محدد). ومن خلال السماح للمقترضين بالحصول على التمويل من خلال طرف ثالث، يمكن للتمويل غير المباشر تحسين إدارة المخاطر والسيولة.

## التمويل غير المباشر (الحكومة)
يتمثل هذا النوع من التمويل في منح الحكومة امتيازات، مثل تخفيض الأعباء الضريبية، كوسيلة لدعم مصالح معينة بدلاً من جمع الإيرادات الضريبية وإعادة توزيعها (وهو ما يعتبر طريقة تمويل مباشر من قبل الحكومة). على سبيل المثال، يؤدي تخفيض الأعباء الضريبية على الممولين إلى توفير فوائد مالية مستهدفة، مما يساعد على خفض أسعار السندات بشكل فعال (بشرط أن يكون للوفورات الضريبية تأثير ملموس على تسعير السندات وأن يقوم المستفيدون بتمرير هذه الوفورات الضريبية إلى عملائهم). ويمكن تطبيق هذا النهج في العديد من المجالات، مثل الاستثمار في البنية التحتية أو التعليم أو الإنفاق العسكري.